# Вале Сан Феличе (Тренто)
Вале Сан Феличе је насеље у Италији у округу Тренто, региону Трентино-Јужни Тирол.
Према процени из 2011. у насељу је живело 288 становника. Насеље се налази на надморској висини од 587 м.